# Mercedes Bunz

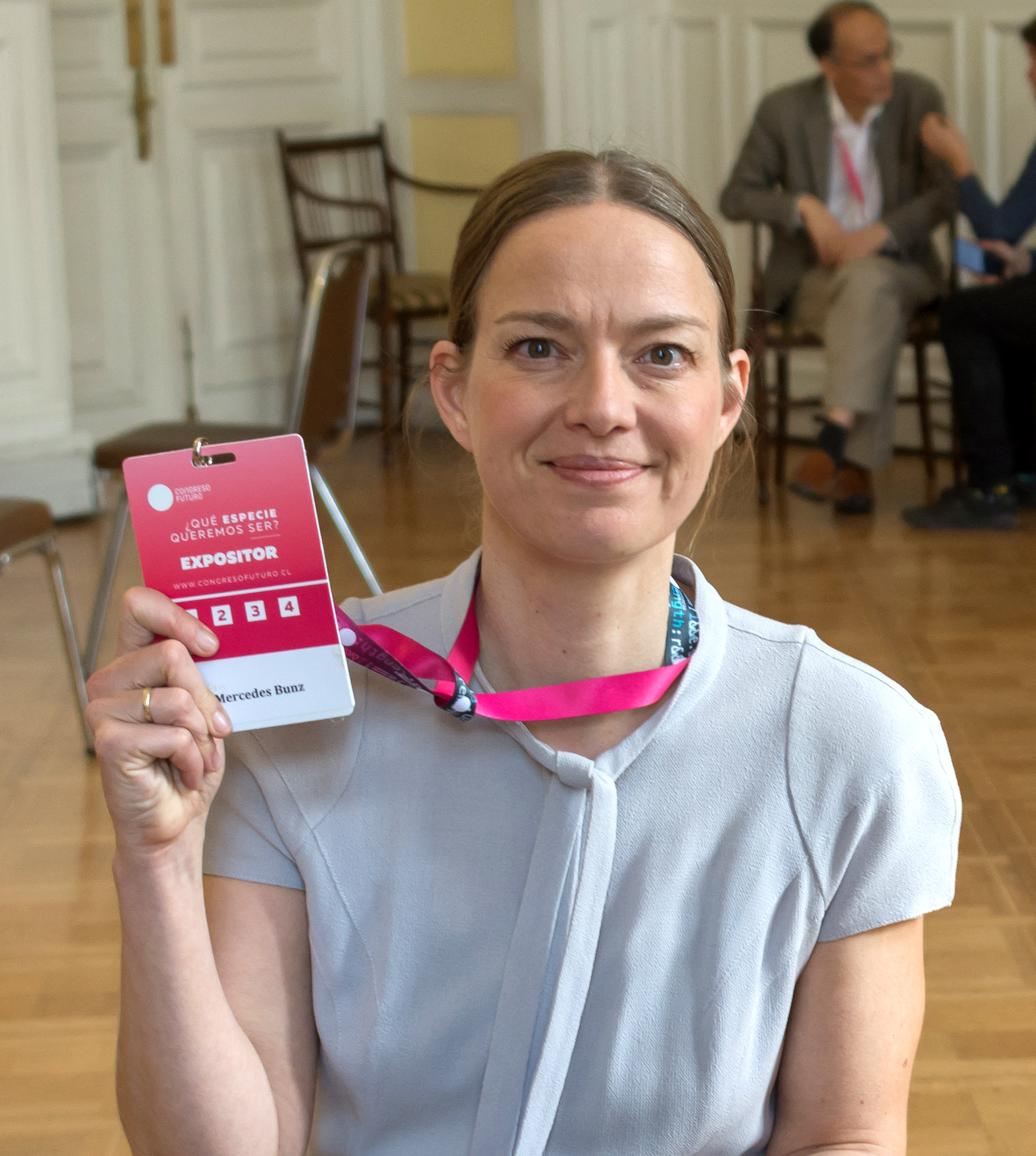
Mercedes Bunz (2019)

Mercedes Bunz (* 16. November 1971 in Magdeburg) ist eine deutsche Kulturwissenschaftlerin und Journalistin.

## Leben
Nach dem Abitur am Celtis-Gymnasium in Schweinfurt im Jahr 1991 studierte Bunz Philosophie und Kunstgeschichte an der Freien Universität Berlin. 1997 gründete sie gemeinsam mit Sascha Kösch, Riley Reinhold und Benjamin Weiss die Berliner Musik- und Kulturzeitschrift De:Bug. 1999–2001 war sie deren Mitherausgeberin und Chefredakteurin.
Im Jahr 2005 wurde sie als Stipendiatin der Heinrich-Böll-Stiftung an der Bauhaus-Universität Weimar bei Joseph Vogl nach erfolgreicher Verteidigung einer Arbeit über die Geschichte des Internets von den 1950er bis in die 1980er Jahre, die 2008 als Sachbuch erschien, zur Dr. phil. promoviert.
Nachdem sie eine Zeit lang als freie Journalistin gearbeitet hatte, erhielt sie 2006 eine Post-Doktorandenstelle als Lehrbeauftragte an der Universität Bielefeld. Im selben Jahr wurde sie Chefredakteurin der Berliner Stadtillustrierten Zitty, bevor sie im Jahr 2007 die Leitung der Online-Redaktion des Tagesspiegels übernahm.
2009 wechselte sie zum Londoner Guardian, wo sie bis Anfang 2011 im Ressort Medien und Technik über die Entwicklung des Online-Journalismus sowie der sozialen Netzwerke schrieb.
Von 2012 bis 2014 leitete sie das Forschungsprojekt Hybrid Publishing Lab im Centre for Digital Cultures an der Leuphana Universität Lüneburg und baute dort den experimentellen Wissenschaftsverlag meson press auf. In der Folge wurde sie Senior Lecturer in der Westminster School of Media, Arts and Design (Communication and Media Research Institute, CAMRI) an der University of Westminster, London. Seit 2018 arbeitet sie im Fachbereich Digitale Geisteswissenschaften am King’s College London, wo sie seit 2022 Professorin für Digitale Kultur und Gesellschaft ist.
Bunz war u. a. für die Online-Magazine Telepolis und Carta tätig. Sie lebt und arbeitet in London, ehemals auch in Lüneburg. Sie berichtete für DRadio Wissen sowie für Bayern 2 über die Entwicklung im Medienbereich.

## Auszeichnungen
- 2010: Fachjournalisten-Preis des Deutschen Fachjournalisten-Verbands[13]

## Schriften (Auswahl)
- Vom Speicher zum Verteiler – Die Geschichte des Internet. Kulturverlag Kadmos, Berlin 2008, ISBN 978-3-86599-025-9 (zugl. Diss. Univ. Weimar: Internet. Eine mediale Historiographie. Fakultät Medien, 18. August 2005).
- Logik der Technik: Das Denken und die Digitalisierung. In: Frankfurter Allgemeine Zeitung. 24. Januar 2011 (faz.net).
- Die stille Revolution. Wie Algorithmen Wissen, Arbeit, Öffentlichkeit und Politik verändern, ohne dabei viel Lärm zu machen (= edition unseld. Band 7). Suhrkamp, Berlin 2012, ISBN 978-3-518-26043-2.
- Mit Graham Meikle: The Internet of Things (= Digital media and society). Polity, Cambridge 2018, ISBN 978-1-5095-1746-6.